# Ftia
Nella mitologia greca Ftia (in greco antico: Φθία?, Phthía o Φθίη, Phthíē; in latino Phthia) è sia una città che una regione storica della Grecia settentrionale, che fu poi incorporata nell'Achea Ftiotide.
Le città principali erano la stessa Ftia, Farsalo, Tebe, Larissa Cremaste.

## Mitologia
Ftia fu la patria dei Mirmidoni, i guerrieri guidati da Achille durante la Guerra di Troia, ed è stata la casa di suo padre Peleo, della madre, la ninfa del mare Teti, e di suo figlio Neottolemo, che vi regnò dopo la fine della Guerra di Troia. 

### Re mitologici di Ftia
- Mirmidone (figlio di Zeus)
- Attore (figlio di Mirmidone)
- Iro (figlio di Attore)
- Euritione (figlio di Iro)
- Peleo (genero di Euritione)
- Achille (figlio di Peleo)
- Neottolemo (figlio di Achille)

## Nelle arti
Ftia è citata nel Critone di Platone: vi si legge di Socrate, in prigione in attesa della sua esecuzione, che riporta un sogno avuto tempo prima (43d–44b). "Ho pensato che una donna bellissima e piacente, vestita di bianco, si fosse avvicinata a me. Mi ha chiamato e ha detto: 'Socrate, possa tu giungere alla fertile Ftia al terzo giorno'". Il riferimento è all'Iliade di Omero, quando Achille, furioso perché privato del suo trofeo di guerra, l'ancella Briseide presa per sé da Agamennone, rifiuta la proposta di conciliazione del re di Micene e minaccia di abbandonare la guerra la mattina successiva. In quell'occasione disse che con il buon tempo avrebbe potuto raggiungere al terzo giorno "la fertile Ftia", vale a dire la propria casa.
Ftia è l'ambientazione della tragedia di Euripide Andromaca, che prende le mosse a Farsalo subito dopo la fine della guerra di Troia, dove il figlio di Achille Neottolemo (in altre opere chiamato Pirro) ha portato Andromaca, vedova dell'eroe troiano Ettore, come schiava.

## Etimologia
Mackie (2002) fa notare l'associazione linguistica di Ftia con la parola greca phthisis, dal significato di 'consunzione', 'declino', 'deperimento' (un termine che è stato utilizzato in inglese come sinonimo di tubercolosi), e la connessione tra questo toponimo e una morte fulminante. Secondo questo punto di vista, Omero avrebbe giocato sull'associazione tra la casa di Achille e una morte di questo tipo.